# 迪韋齊斯 (堪薩斯州)
迪韋齊斯（英語：Devizes）是位於美國堪薩斯州諾頓縣的一個鬼鎮。

## 歷史
迪韋齊斯的郵政局於1874年設立，直到1926年結束營運。

## 地理
迪韋齊斯所處的海拔為高於海平面700米（即2300英呎），而該地所採用的時區為UTC-6，即北美中部時區（CST）。同時該地設有夏令時間，為UTC-6調快一小時，即UTC-5（CDT）。